# Dokumentalist
En dokumentalist er en person, der udfører dokumentationsopgaver i biblioteker, dokumentationscentre eller i virksomheder og som evt. er uddannet til dette.
Begrebet dokumentalist opstod med dokumentationsbevægelsen grundlagt af Paul Otlet (1868-1944) og Henri La Fontaine (1854-1943).
Det er svært at drage en skarp grænse mellem begreberne dokumentalist og bibliotekar (især når der er tale om specialbibliotekarer og forskningsbibliotekarer). Dokumentalister har generelt i højere grad end bibliotekarer været interesseret i dokumenternes indhold og i at udføre litteratursøgning, der ikke var begrænset til et enkelt biblioteks samlinger, men i højere grad satsede på at udnytte det fagbibliografiske system. De har været mindre interesseret i at opbygge samlinger end i at udnytte disse produktivt. Begrebet har næsten udelukkende været anvendt om naturvidenskabelige og teknologiske specialister. I 1937 blev American Documentation Institute grundlagt som en faglig forening for dokumentalister. Dette instituts navneskifte i 1968 til American Society for Information Science markerer en aftagende interesse for betegnelserne dokumentation og dokumentalist og en voksende interesse for betegnelserne informationsspecialist og informationsforsker.

## Eksterne links
- Informationsordbogen: Dokumentalist